# Ruthenium-96
Ruthenium-96 of 96Ru is een stabiele isotoop van ruthenium, een overgangsmetaal. Het is een van de zeven stabiele isotopen van het element, naast ruthenium-98, ruthenium-99, ruthenium-100, ruthenium-101, ruthenium-102 en ruthenium-104. De abundantie op Aarde bedraagt 5,54%. De isotoop wordt ervan verdacht via een dubbel bètaverval te vervallen tot de stabiele isotoop molybdeen-96:
{\displaystyle {\ce {{^{96}_{44}Ru}->{^{96}_{43}Tc}+{e^{+}}+{\nu }_{e}}}}
{\displaystyle {\ce {{^{96}_{43}Tc}->{^{96}_{42}Mo}+{e^{+}}+{\nu }_{e}}}}
Ruthenium-96 bezit echter een halfwaardetijd van 67 biljard jaar en kan de facto als stabiel beschouwd worden. Dit vanwege het feit dat de halfwaardetijd miljarden malen groter is dan de leeftijd van het universum.
Ruthenium-96 ontstaat onder meer bij het radioactief verval van rodium-96.
85Ru · 86Ru · 87Ru · 88Ru · 89Ru · 90Ru · 91Ru · 91mRu · 92Ru · 93Ru · 93m1Ru · 93m2Ru · 94Ru · 94mRu · 95Ru · 96Ru · 97Ru · 98Ru · 99Ru · 100Ru · 101Ru · 101mRu · 102Ru · 103Ru · 103mRu · 104Ru · 105Ru · 106Ru · 107Ru · 108Ru · 109Ru · 110Ru · 111Ru · 112Ru · 113Ru · 113mRu · 114Ru · 115Ru · 116Ru · 117Ru · 118Ru · 119Ru · 120Ru · 121Ru · 122Ru · 123Ru · 124Ru